# أوبري موديبا
أوبري موديبا (بالإنجليزية: Aubrey Modiba)‏ (22 يوليو 1995 ببولوكوان في جنوب أفريقيا - ) هو لاعب كرة قدم جنوب أفريقي في مركز الدفاع. شارك مع منتخب جنوب أفريقيا لكرة القدم.

## وصلات خارجية
- أوبري موديبا على موقع الاتحاد الدولي (مؤرشف)  (الإنجليزية)
- أوبري موديبا على موقع قاعدة بيانات كرة القدم.إي يو (الإنجليزية)
- أوبري موديبا على موقع ناشيونال فوتبول تيمز (الإنجليزية)
- أوبري موديبا على موقع Soccerway.com (الإنجليزية)
- أوبري موديبا على موقع أوليمبيديا (الإنجليزية)